# Districtul Pak Chom
Pak Chom (în thailandeză ปากชม) este un district (Amphoe) din provincia Loei, Thailanda, cu o populație de 37.934 de locuitori și o suprafață de 957,0 km².

## Componență
Districtul este subdivizat în 6 communes (tambon), care sunt subdivizate în 53 de sate (muban).
| Nr. | Nume         | În thailandeză | Sate | Locuitori |  |
| --- | ------------ | -------------- | ---- | --------- |  |
| 1.  | Pak Chom     | ปากชม          | 12   | 8,426     |  |
| 2.  | Chiang Klom  | เชียงกลม        | 11   | 9,683     |  |
| 3.  | Hat Khamphi  | หาดคัมภีร์        | 6    | 3,719     |  |
| 4.  | Huai Bo Suen | ห้วยบ่อซืน        | 9    | 5,128     |  |
| 5.  | Huai Phichai | ห้วยพิชัย         | 9    | 6,755     |  |
| 6.  | Chom Charoen | ชมเจริญ         | 6    | 4,223     |  |